# ДГК (футбольний клуб)
ДГК (нід. DHC, Delfia Hollandia Combinatie) — аматорський нідерландський футбольний клуб з міста Делфт, заснований 1910 року. Домашні матчі проводить на стадіоні «Брассеркаде».

## Історія
Футбольний клуб було засновано 1910 року. 1917 року клуб вийшов до другого дивізіону країни, який вигравав у 1923, 1925, 1927 та 1930 роках, але для виходу у елітний дивізіон необхідно було проводити стикові матчі, які клуб виграв лише 1932 року, коли і зумів вперше в історії вийти до найвищого дивізіону Нідерландів. На першому етапі лідером команди був гравець збірної і учасник чемпіонату світу 1934 року Йоуп ван Неллен, а клуб перебував у верхній частині таблиці. Найвищим досягненням стало здобуття віце-чемпіонства у 1941 році.
Коли професійний футбол був введений в Нідерландах у 1956 році, клуб приєднався до професійних ліг і був включений дол третього дивізіону, а з 1959 року став грати у Ерстедивізі. Там клуб двічі поспіль у 1961 та 1962 роках займав друге місце, але в Ередивізі, вищий дивізіон країни, пробитись так і не зумів. До того ж у другому сезоні клуб зумів дійти до фіналу Кубка Нідерландів.
1967 року команда об'єдналась із клубом «Ксерксес». У ДГК залишилась власна аматорська секція, яка продовжила діяльність історичного клубу і була включена до сьомого за рівнем дивізіону країни і з тих пір грає на регіональному аматорському рівні.

## Досягнення
- Кубок  Нідерландів:
  -  Фіналіст (1): 1961/62